# Parafia św. Marcina BW w Kłomnicach
Parafia Świętego Marcina BW w Kłomnicach – parafia rzymskokatolicka w Kłomnicach. Należy do Dekanatu Kłomnice archidiecezji częstochowskiej. Została utworzona w XIV wieku. Parafię prowadzą księża diecezjalni.